# Christoffer Aagaard Melson
Christoffer Aagaard Melson (født 16. august 1984 i Vejle) er folketingsmedlem i Sydjyllands Storkreds for Venstre siden folketingsvalget den 5. juni 2019, hvor han fik 7.550 personlige stemmer.
Han er cand.public. fra Aarhus Universitet siden 2011 og har en bachelor i medievidenskab fra samme universitet siden 2008.